# Bosworth (circonscription britannique)
Pour les articles homonymes, voir Bosworth.

Bosworth dans le Leicestershire.

La circonscription de Bosworth est une circonscription électorale anglaise située dans le Leicestershire et représentée à la Chambre des communes du Parlement britannique.